# 訥仁
訥仁（？年—1875年12月15日），多羅特氏，字靜山，蒙古鑲黃旗人，咸豐三年繙譯進士。

## 履歷
咸豐三年-咸豐六年，庶吉士；咸豐六年-咸豐八年，吏部主事；咸豐八年-同治元年，上書房繙譯諳達；同治元年，司經局洗馬；同治元年，日講起居注官；同治元年-同治四年，實錄館纂修；同治四年-同治五年，侍講學士；同治五年，少詹事；同治五年-同治六年，詹事；同治六年，內閣學士；同治六年，兼禮部侍郎銜；同治六年-同治七年，文淵閣直閣事；同治七年，署鑲白旗蒙古副都統；同治七年，庶吉士散館閱卷大臣；同治七年-同治八年，考試滿洲繙譯文童閱卷大臣；同治八年，署正藍旗蒙古副都統；同治九年，繙譯鄉試閱卷大臣；同治十年，繙譯會試正考官；同治十年-同治十二年，稽查內閣本章；同治十二年，前引大臣；同治十二年，工部右侍郎兼管錢法堂事務；同治十二年-同治？年，署刑部右侍郎；同治十二年-同治十三年，值年大臣；同治十三年，繙譯會試副考官；同治十三年-光緒元年，正黃旗蒙古副都統；光緒元年，盛京工部侍郎，光緒元年十一月十八日病逝

## 家庭
- 子升允，陕甘总督。